# Lumberton (Mississippi)
Pour les articles homonymes, voir Lumberton.
La ville américaine de Lumberton est située dans les comtés de Lamar et Pearl River, dans l’État du Mississippi. Lors du recensement de 2000, sa population s’élevait à 2 228 habitants.

## Source
- (en) Cet article est partiellement ou en totalité issu de l’article de Wikipédia en anglais intitulé « Lumberton, Mississippi » (voir la liste des auteurs).